# Hans Helmcke
Hans Heinrich Helmcke (1917, Cuxhaven - 16 de agosto de 1973, Hamburgo), conocido como Hans Helmcke, fue un influyente proxeneta y propietario de burdeles de Berlín Occidental. Fue asesinado por proxenetas rivales.

## Biografía
Helmcke, hijo de un tendero de Cuxhaven, emigró a los Estados Unidos en 1953. En 1959, bajo dudosas circunstancias, recibió una herencia de 250.000 dólares (en ese momento más de un millón de marcos alemanes) y regresó a Alemania.
Helmcke, que dominó el barrio rojo de Berlín en la posguerra, saltó a la fama como operador de la Pension Clausewitz, un burdel de lujo que había adquirido con parte de su herencia a principios de los años sesenta. Salió a la luz pública cuando, en 1965, la Pensión Clausewitz tuvo que cerrar porque hubo acusaciones de que la Stasi usaba el burdel con fines de espionaje. No obstante, Helmcke siguió siendo el rey del inframundo del barrio rojo, donde se lo conocía como el Rey del burdel y el Rey de Berlín.
Además de la prostitución, Helmcke también participó activamente en el tráfico de drogas y el juego. También trató de utilizar sus contactos con el mundo de los negocios y los círculos políticos de Berlín Occidental, ambos estrechamente entrelazados, para inversiones rentables en proyectos inmobiliarios y de construcción. Invirtió tres millones de marcos alemanes en la construcción del Steglitzer Kreisel. Cuando se hizo evidente en 1970 que el proyecto podría fracasar y los fondos invertidos se habrían perdido, Helmcke encargó el asesinato de la arquitecta Sigrid Kressmann-Zschach. Sin embargo, el contrato nunca llegó a buen término.
El 27 de junio del mismo año, Helmcke se vio envuelto en un conflicto armado con proxenetas iraníes, por la supremacía en el barrio rojo de Berlín Occidental. El tiroteo en Bleibtreustraße entre él y sus guardaespaldas y sus rivales causó la muerte de uno de los proxenetas iraníes y otros tres resultaron heridos.

## Muerte
El 14 de agosto de 1973, algunos jóvenes proxenetas atrajeron a Hans Helmcke a un apartamento en Mathildenstraße en el distrito de St. Pauli de Hamburgo y lo mantuvieron cautivo. Dos días después, el 16 de agosto, tras no acceder a sus demandas, fue estrangulado con su propia corbata. Intentaron quemar el cuerpo en un incendio en un descampado, pero el fuego se extinguió prematuramente ya que la zona no tenía permiso para hacer fuego al aire libre. Dos días después, su cuerpo parcialmente quemado fue encontrado en el borde de la Bundesautobahn 1 entre Hamburgo y Lübeck. Heinz-Uwe Röhl, la exesposa de Röhl, Bärbel, y Franz Holzer fueron juzgados por su asesinato. 